# ایرج زند
ایرج کریم‌خان زند (۱۳۲۹ خورشیدی - ۲۳ آذر ۱۳۸۵ خورشیدی) (به اختصار ایرج زند)، نقاش و مجسمه‌ساز ایرانی بود.
او در سال ۱۳۲۹ در تهران متولد شد. وی پس از اتمام تحصیلات دانشگاهی در سال ۱۳۴۶ از دانشگاه هنر، دانشکده هنرهای تزئینی پیشین فارغ‌التحصیل گردید و در سال۱۳۵۴ به منظور ادامه تحصیل به فرانسه رفت و در سال ۱۳۶۰ همزمان با شروع جنگ ایران و عراق از دانشسرای عالی ملی هنرهای زیبای پاریس (بوزار) فارغ‌التحصیل شد و به ایران بازگشت. ایرج زند از سال ۱۳۶۴ بیش از ۱۵۰ نمایشگاه انفرادی برپا کرد و در بیش از ۳۵ نمایشگاه گروهی در ایران، فرانسه، آلمان، کویت و پرتقال آثار مجسمه و نقاشی‌اش را به تماشا گذاشت. زند از سال ۱۳۶۳ به تدریس در دانشگاه‌های هنری ایران پرداخت. او عضو هیئت مدیره انجمن هنرمندان نقاش ایران نیز بوده است.
از جمله آثار بارز وی می‌توان به مجموعه مجسمه‌های فلزی او اشاره کرد که حاصل برش و خمش صفحات دو بعدی و در نتیجه تبدیل آنان به حجم‌ها و فرم‌های سه بعدی است. برخلاف بیشتر گونه‌های دیگر مجسمه، آثار زند از تمامی جهات دیداری قابل برداشت و دارای هویت اند. وی در آخرین نمایشگاه خود از پلکسی گلاس به جای صفحات فولادی نیز استفاده کرده بود.
وی با گمان ابتلا به یک بیماری ساده تنفسی یا گوارشی در بیمارستان بستری شد اما بیماری وی سرطان روده و معده تشخیص داده شد. ایرج زند در صبح روز ۲۳ آذر ماه ۱۳۸۵ در بیمارستان پارس تهران درگذشت.